# Bells of Innocence
Bells of Innocence är en film från 2003 i regi av Ali Bijan. I en av huvudrollerna ses Chuck Norris.

## Handling
Jux är än man vars tro på Gud hänger på en skör tråd sedan hans dotter blivit mördad. För att utföra någon slags mission delar han tillsammans med några vänner ut biblar på ett flygplan till Mexiko. Planet havererar och de hamnar ute i obygden, och det dröjer inte länge förrän de upptäcker att det är något konstigt med platsen.

## Om filmen
Filmen är inspelad i Texas. Den hade världspremiär i USA den 6 april 2003 och har inte haft svensk premiär.
Matthews häst kallas Old Nick i filmen, i den franska textningen är översättningen mer rättfram, Satan.[källa behövs]
Birollsskådespelaren David A.R. White är känd skådespelare och producent inom amerikansk kristen film.

## Rollista
- Chuck Norris - Matthew
- Mike Norris - Jux Jonas
- Carey Scott - Oren Ames

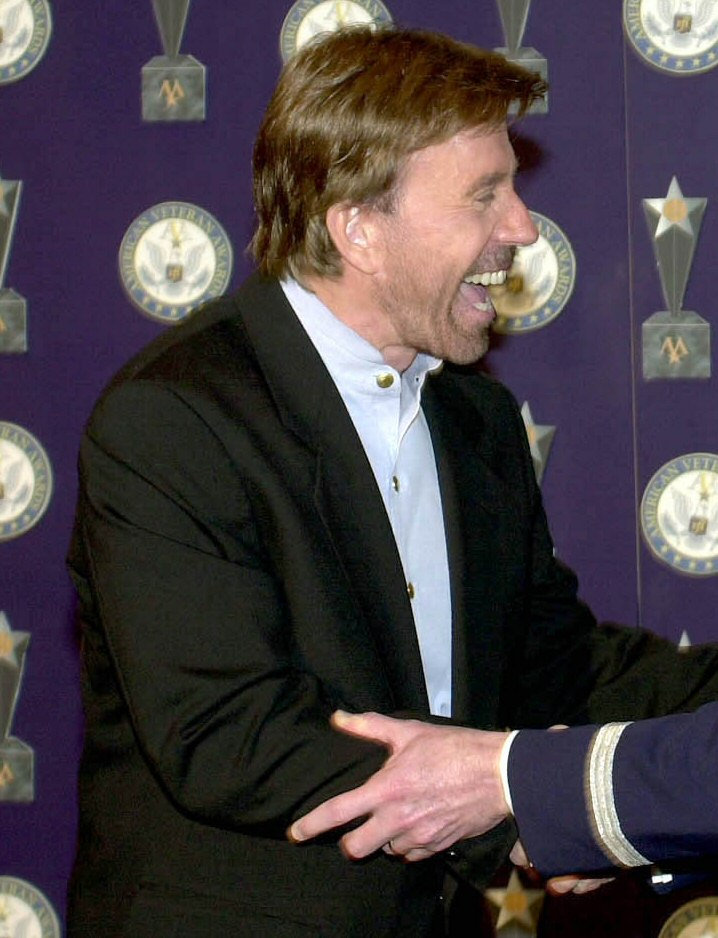
Chuck Norris som spelar Matthew

- David A.R. White - Conrad Champlain
- Marshall R. Teague - Joshua Ravel
- Scarlett McAlister - Dianna